# Betnuss
Betnüsse oder Gebet(s)nüsse sind nuss- oder schotenförmige Kapseln, die sich in zwei Hälften aufklappen lassen und vorwiegend vom ausgehenden 15. Jahrhundert bis 1530 als Anhänger am Rosenkranz oder an einer Schmuckkette getragen wurden. Das Aufkommen von Betnüssen ging mit der Praxis des häufigeren Rosenkranzgebets im ausgehenden Mittelalter einher.
Der Ursprung der Betnüsse ist ungeklärt. Aus stilkritischen und anderen Gründen ist aber eine flandrische Herkunft am ehesten denkbar. Die deutsche Bezeichnung „Betnuss“ stammt erst aus dem späten 19. Jahrhundert und ist wahrscheinlich eine Übersetzung des französischen Begriffs noix de prière.

## Aussehen

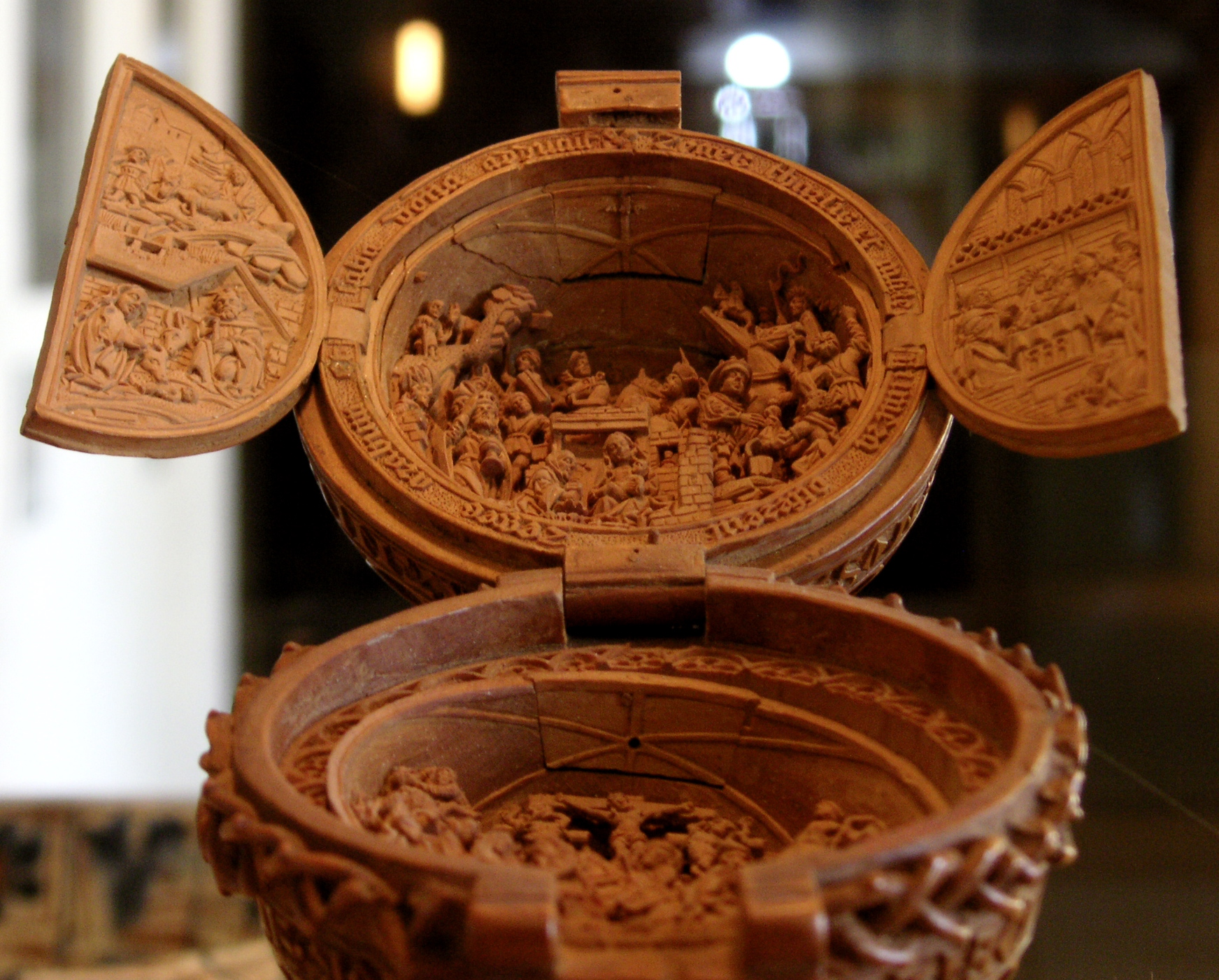
Eine aufgeklappte Betnuss

Betnüsse hatten einen Durchmesser von höchstens 6 cm und bestanden aus Buchsbaumholz, später auch aus Elfenbein, Metall und anderen Materialien. Die ältesten erhaltenen Exemplare sind zumeist mit Maßwerkmustern ornamental durchbrochen oder besitzen eine teils medaillonartig abgeflachte Oberfläche.
Im Innern befinden sich mehr oder weniger figurenreiche Reliefschnitzereien, die Szenen aus dem Leben von Heiligen oder der Passion Christi darstellen. Einige Exemplare beherbergten zusätzliche, aufklappbare Flügelchen. Als Sonderformen erhalten haben sich ein Objekt in Gestalt eines Totenkopfs sowie eine Betnuss, die kleine, mit winzigen Reliefs versehene „Erbschen“ enthält.
Nur wohlhabende Personen konnten sich Betnüsse leisten. Als beliebtes Sammelobjekt wurden sie gerne mit einer Metallfassung versehen.